# Gleditsia × texana
Gleditsia texana là một loài thực vật có hoa trong họ Đậu. Loài này được Sarg. miêu tả khoa học đầu tiên.

## Hình ảnh

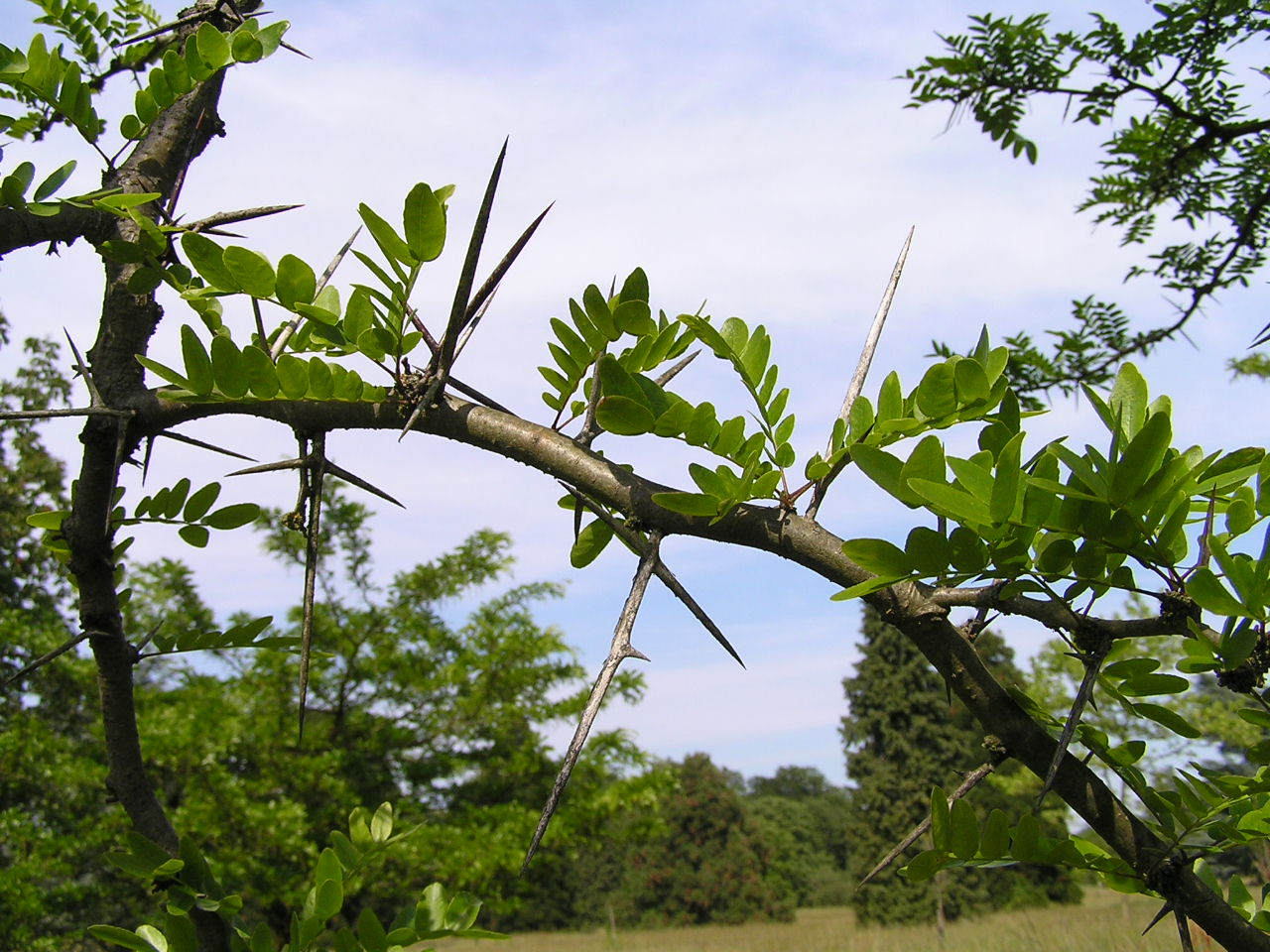
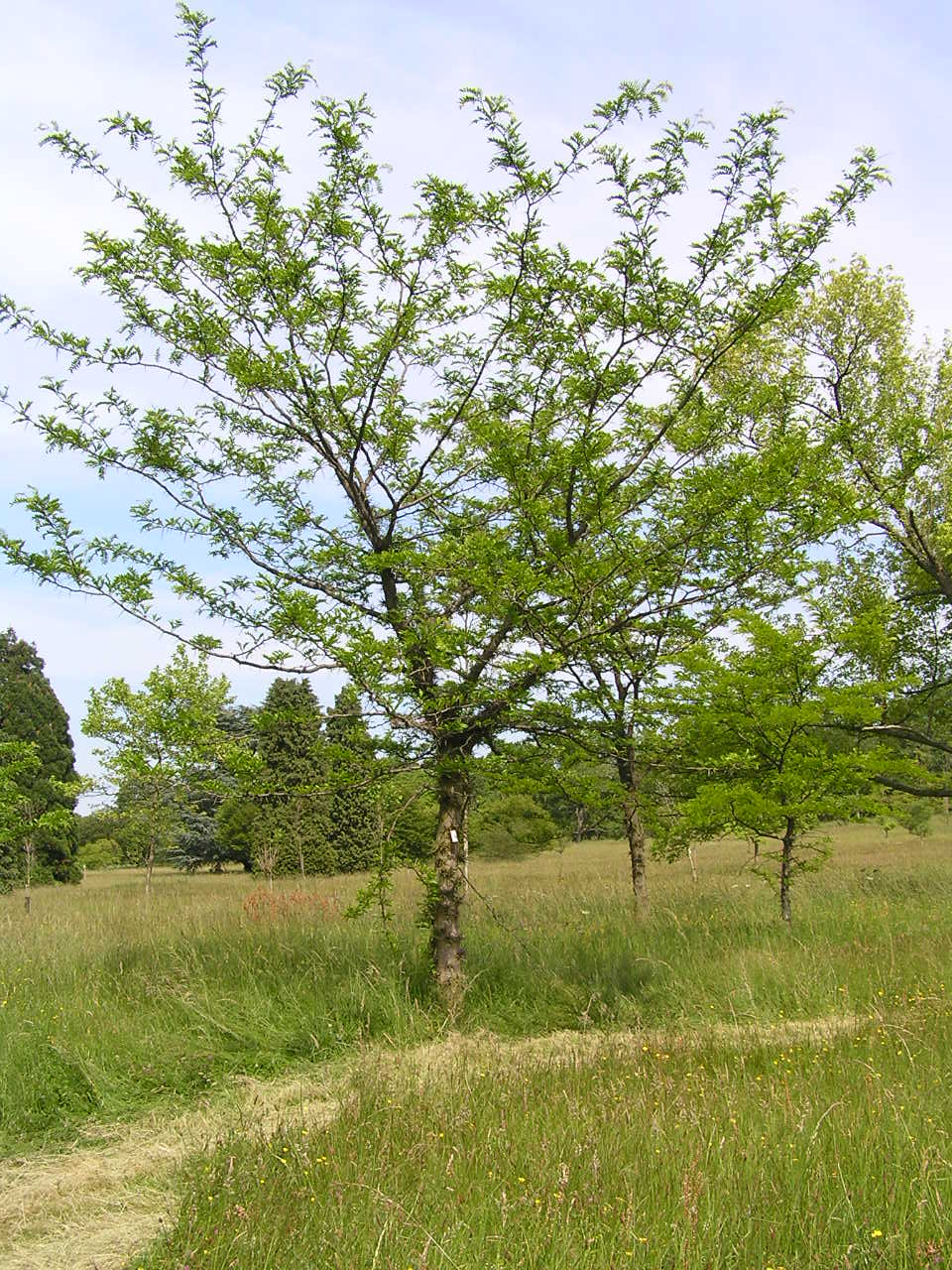